# Gercsák Szabina
Gercsák Szabina (Miskolc, 1996. július 9. –) U23-as Európa-, junior világ- és Európa- valamint ifjúsági olimpiai, világ- és Európa-bajnok magyar cselgáncsozó.

## Pályafutása
Ötéves korában kezdett cselgáncsozni a Miskolci VSC színeiben. 2006 óta versenyez. Első jelentősebb felnőtt korosztályú sikerét 2011-ben érte el, az országos bajnokságon szerzett bronzérmével. Ugyanebben az évben indult Trabzonban az ifjúsági olimpiai fesztiválon, és a kijevi ifjúsági világbajnokságon, de nem ért el helyezést. A cottonerai ifi Európa-bajnokságon hetedik lett.
A következő évben második lett a magyar bajnokságon. Az ifjúsági Európa-bajnokságon bronzérmet szerzett. Az U23-as Európa-bajnokságon hetedik helyen zárt.
2013-ban ifjúsági világ- és Európa-bajnok lett. A junioroknál az Eb-n második, a vb-n helyezetlen volt. A felnőtt Eb-n hetedik, az ifjúsági olimpiai fesztiválon második lett.
2014-ben ifjúsági olimpiai bajnok, majd junior Európa-bajnok lett. A junior világbajnokságon az első fordulóban kikapott és kiesett.
A 2015-ös felnőtt világbajnokságon egy vereséggel kiesett. A junior világbajnokságon aranyérmes lett. Az U23-as Európa-bajnokságon első helyen végzett.
A 2016-os Európa-bajnokságon bronzérmet szerzett, a csapatversenyben hetedik lett. A junior Eb-n harmadik, az U23-as Eb-n első volt.
A 2018-as U23-as Európa-bajnokságon bronzérmes lett.
2021-ben a 16-ig jutott a vb-n. 2022-ben és 2023-ban Európa-bajnokságon, világbajnokságon is kiesett. A 2024-es párizsi olimpián az első mérkőzésén kikapott az ausztrál Aoife Coughlantől, és búcsúzott a további küzdelmektől.

## Eredményei
Magyar bajnokság
63 kg
- ezüstérmes: 2012, 2013, 2014
- bronzérmes: 2011

70 kg
- aranyérmes: 2015, 2016, 2017, 2018, 2020
- ezüstérmes. 2022, 2023

## Díjai, elismerései
- Borsod-Abaúj-Zemplén Megye  Jó tanulója – jó sportolója (2008, 2009, 2010, 2011, 2012, 2013)
- Az év utánpótlás korú sportolója választás második helyezettje (2013, 2014,[13] 2016[14])
- Az év utánpótlás korú sportolója (2015[15])